# C-byrån

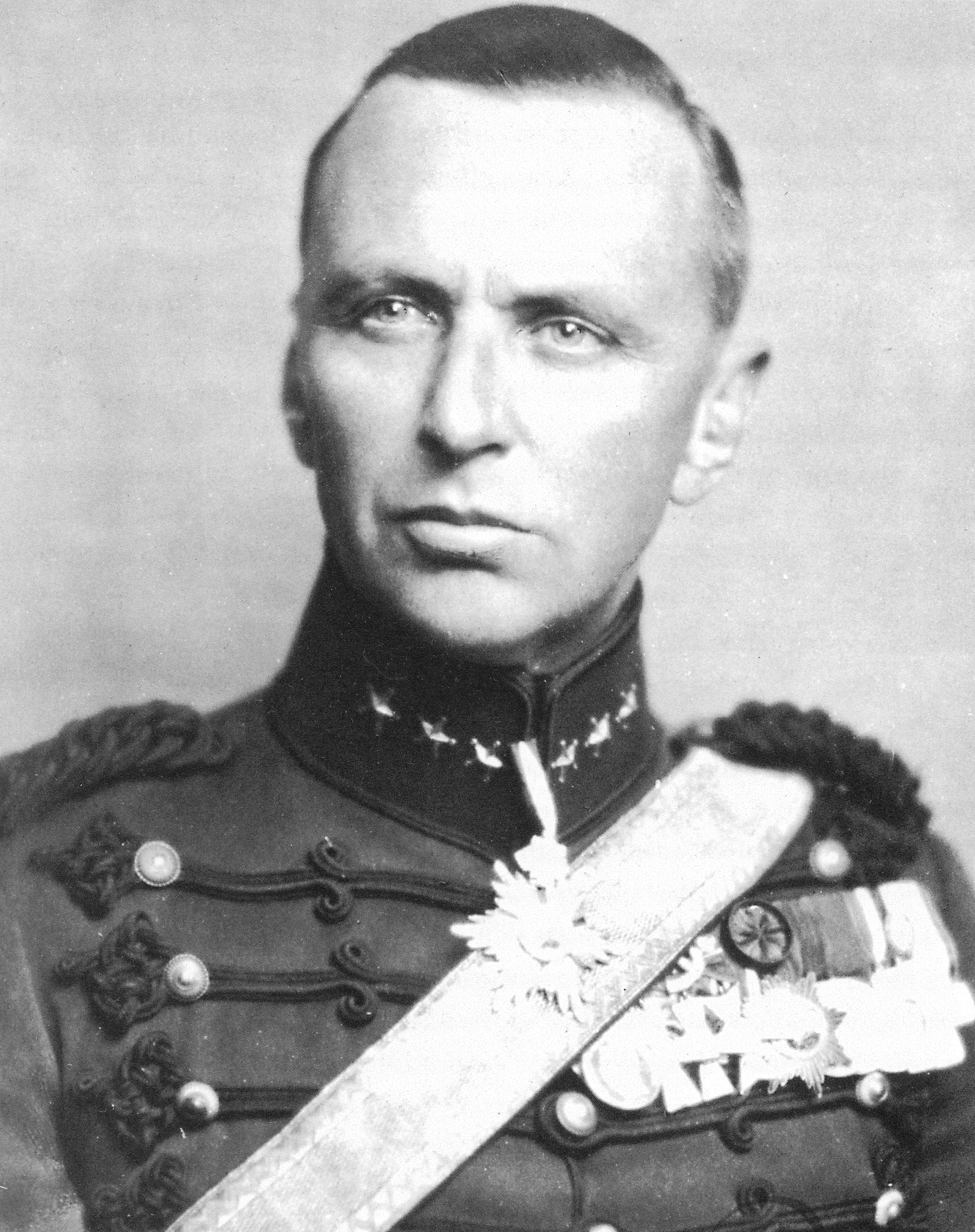
Överstelöjtnant Carl Petersén.

C-byrån var en hemlig underrättelseorganisation inom det svenska försvaret under andra världskriget. C-byrån var verksam mellan 1939 och 1946, men kallades G-byrån (Gränsbyrån) fram till 1942 på grund av dess arbete vid och över Sveriges gränser. Organisationen började dock därefter kallas C-byrån efter begynnelsebokstaven i chefen Carl Peterséns förnamn.
C-byrån sattes upp 1939, ett par månader efter krigsutbrottet, efter en gemensam aktion av dåvarande ÖB Olof Thörnell och avdelningschefen Carlos Adlercreutz. Carl Petersén och hans andreman, Helmuth Ternberg, delade upp ansvaret för informationsinhämtningen landsvis mellan sig: Petersén inhämtade upplysningar om de allierade, medan Ternberg ägnade sig åt Finland, Tyskland, Ungern och Schweiz. Ternbergs främsta informationskälla, enligt honom själv, var chefen för tyska Abwehr, Wilhelm Canaris.
C-byrån var den organisation som hösten 1944 på svensk sida ansvarade för Operation Stella Polaris, då närmare 800 personer samt mängder med finskt signalspaningsmaterial från fortsättningskriget, i hemlighet fraktades från Finland till Sverige.
C-byråns informationsutbyte med tyska Abwehr ansågs efter kriget vara en belastning för försvaret,  så 1946 avskedades Petersén, och religionshistorikern Thede Palm, som arbetat på C-byrån sedan 1943, fick överta chefskapet. Samtidigt ändrades organisationens namn till T-kontoret (återigen taget från chefens förnamn), så försvaret kunde officiellt säga att den misskrediterade C-byrån inte längre fanns.

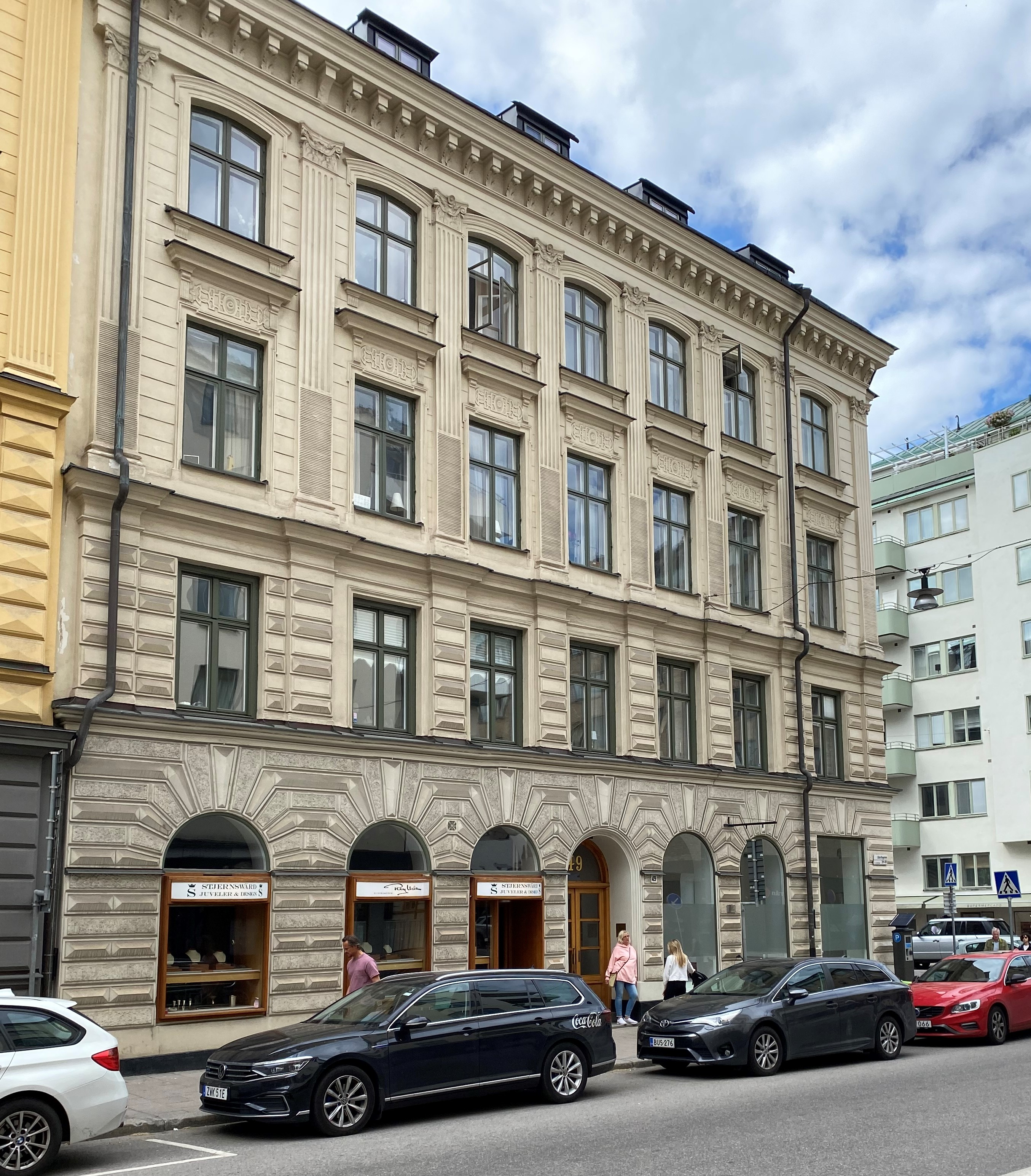
C-byråns kontor under åren 1942–1945 på Sibyllegatan 49 i Stockholm.

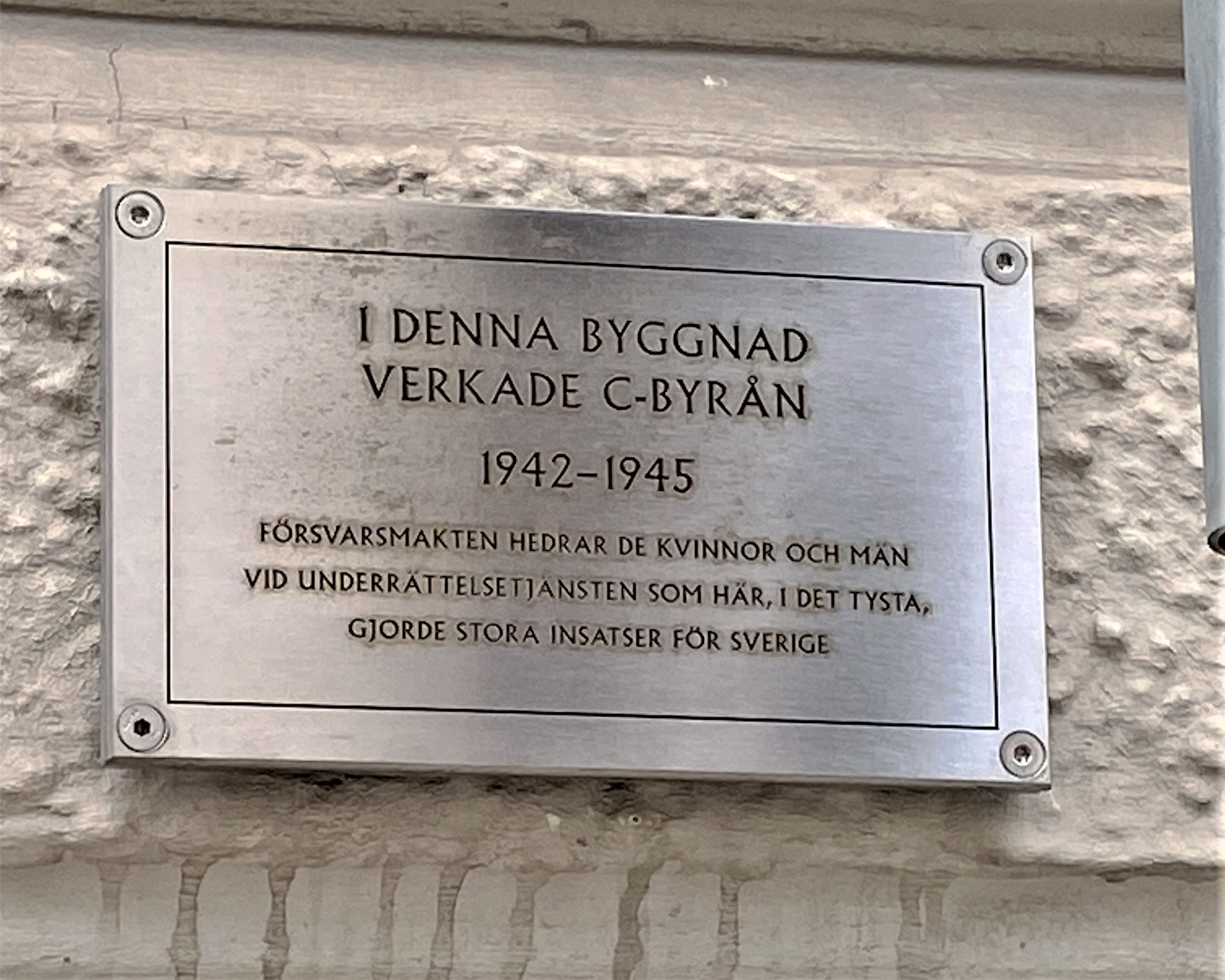
Plakett på fastighet, Sibyllegatan 49 i Stockholm.